# Brandt (brandenburgisches Adelsgeschlecht)

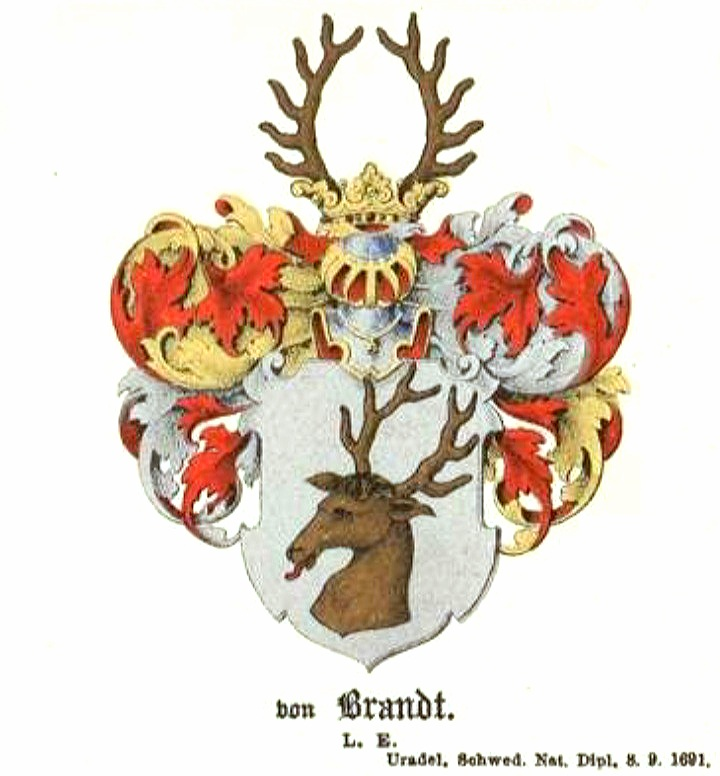
Wappen der schwedisch-baltischen Linie

Brandt ist der Name eines brandenburgischen Adelsgeschlechts.
Die Familie ist von zahlreichen weiteren gleichnamigen Geschlechtern Brand(t), zu denen meist weder Stamm- noch Wappenverwandtschaft besteht zu unterscheiden.

## Geschichte
Das Geschlecht Brand(t) wird dem neumärkischen Uradel zugerechnet und war vermutlich mit dem deutschen Orden aus Franken eingewandert. Mit Everhardus de Brand wird die Familie 1275 zuerst urkundlich genannt. Die sichere Stammreihe beginnt mit Georg von Brand (1465–1499). Aus der Neumark konnte sich die Familie im 17. Jahrhundert zunächst über Schweden in Alt-Livland, schließlich seit dem 18. Jahrhundert auch in Westfalen bei Bochum, in Pommern sowie im Großherzogtum Posen ausbreiten. Die Familie hat gleich zwei schwedische Linien, von Brandten (Nr. 1376), 1690 naturalisiert, 1701 bei der Adelsklasse der schwedischen Ritterschaft introduziert, sowie von Brandt (Nr. 1365), 1691 naturalisiert, 1700 bei der Adelsklasse der schwedischen Ritterschaft introduziert, hervorgebracht. Beider Stammvater war offenbar Heinrich Wulf von Brandt(en), Georgs Sohn, der 1631 als Korporal in römisch-kaiserlichen Diensten bei Greifswald in Gefangenschaft des schwedischen Feldmarschalls Åke Tott geraten war, sogleich in schwedische Dienste trat und zum Wachtmeister/Quartiermeister aufstieg. Zuletzt ließ er sich in Livland nieder, wo er Direktor der Stadt Wolmar wurde. 1643 erhielt er zusammen mit seinen beiden Vettern Christian und Jobst Friedrich von Brandt vom Kurfürsten Friedrich Wilhelm von Brandenburg die Erneuerung des Lehnsbriefs für den neumärkischen Hof Hermsdorf und das Dorf Wurtzig ebd., mit allem Zubehör. Christer von Brandt, seit 1732 auf Fehtenhof wurde 1742 bei der  Livländischen Ritterschaft Immatrikuliert. Das Rittergut Fehtenhof, 13 km nördlich von Dorpat, verblieb bis 1859 im Besitz seiner Deszendenz. Die schwedisch-livländischen Brandt sind 1735 (Nr. 1365) bzw. nach 1841 (Nr. 1376) im Mannesstamm erloschen.
Als weiterer Gutsbesitz neben Hermsdorf und Wurtzig, beide Kreis Friedeberg, werden genannt: Blumenfelde, Büssow und Lauchstädt im Kreis Friedeberg, Crossen, Kähmen und Morzig im Kreis Crossen, Grahlow, Lypke, Pollinchen und Zantoch im Kreis Landsberg, Zerbow bei Frankfurt (Oder) und Stavenow im Kreis Ost-Prignitz, sämtlich in Brandenburg, sowie Büggeney, Kortwig und Stiepel bei Bochum, dazu Horst im Kreis Regenwalde, Jatzel im Kreis Greifenberg, Parlin im Kreis Naugard sowie Ehrenberg und Schellin im Kreis Pyritz in Pommern, schließlich Prittsche im Kreis Meseritz, Posen. Zum Besitz der schwedischen Linie, die späterhin Fehtenhof erwarb, gehörte schon vor 1675 auch Korbenhof und Semershof im Kirchspiel Marienburg. Weiterhin besaßen diese auch Förarp im Kirchspiel Tutaryds, Kronobergs län. Die von Brandt (Nr. 1365) waren zudem im Besitz von Möön, Simers, Rosack/Rehsack und Reptal.
Am 11. August 1742 erging einen Hebung in den preußischen Grafenstand für Sophie Caroline von Camas, geborene von Brandt (1686–1766) und am 15. Dezember 1794 sollen die Kinder aus der für nichtig erklärten unstandesgemäßen Ehe des Christoph Ernst von Brandt (1738–1792) die preußische Adelslegitimation erhalten haben. Beide Nobilitierungen betreffen inzwischen abgestorbene Abkömmlinge der neumärkischen von Brand(t), nicht aber die Familie selbst.

## Wappen

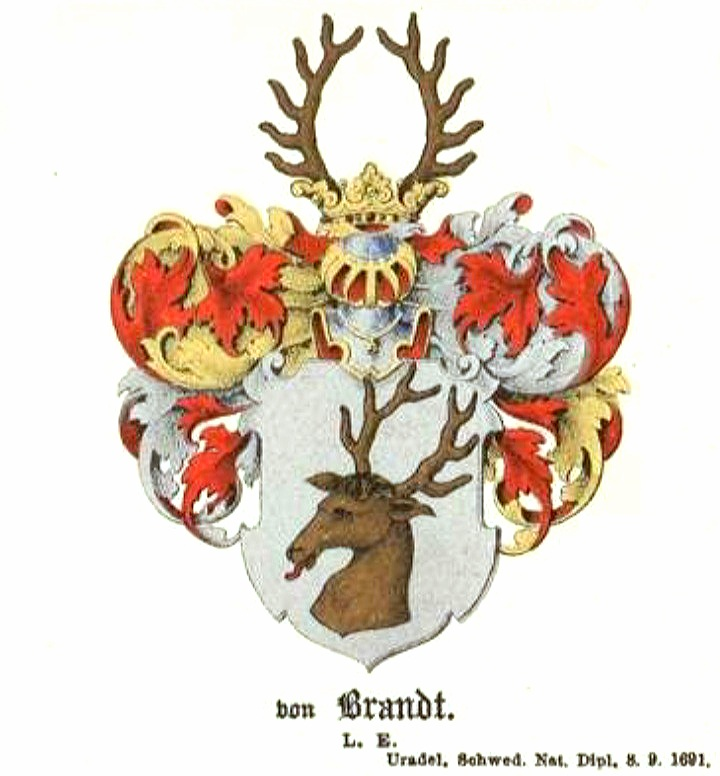
Wappen derer Brandt im Baltischen Wappenbuch
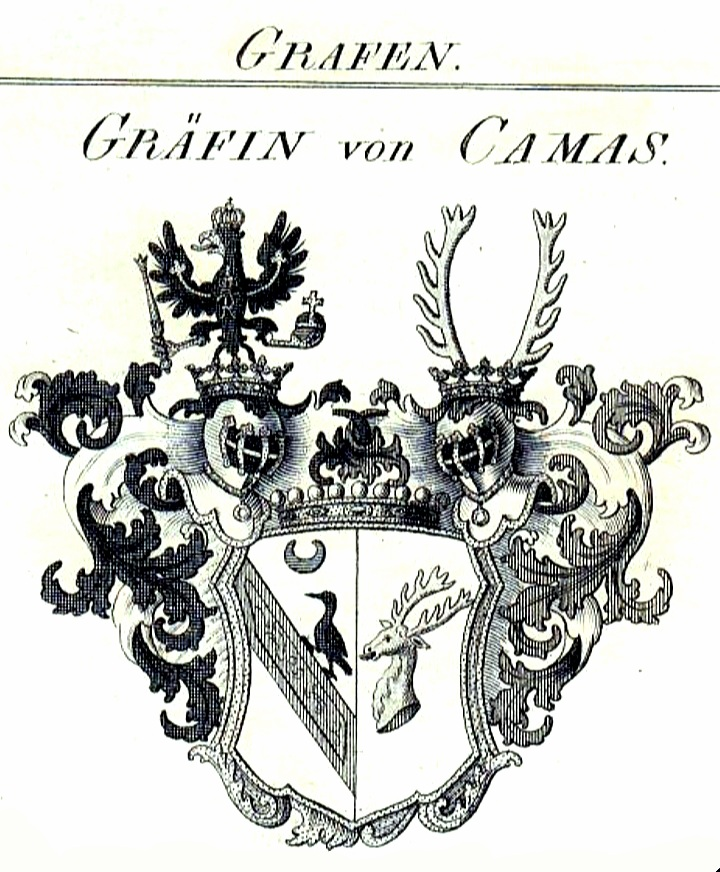
Wappen der Gräfin Camas: Schild gespalten; vorn Camas, hinten Brandt

Das Wappen zeigt in Silber den Kopf und Hals eines roten Hirsches. Auf dem Helm mit rot-silbernen Decken ein zwölfendiges rotes Hirschgeweih. Bei der schwedischen bzw. baltischen Linie ist nur die Farbe von Wappenbild und Helmzier naturfarben braun (wie bei dem Stammwappen im Siebmacher von 1605 auch schon), und die Helmdecken teilweise auch rot-golden.

## Angehörige (Stammlinie)

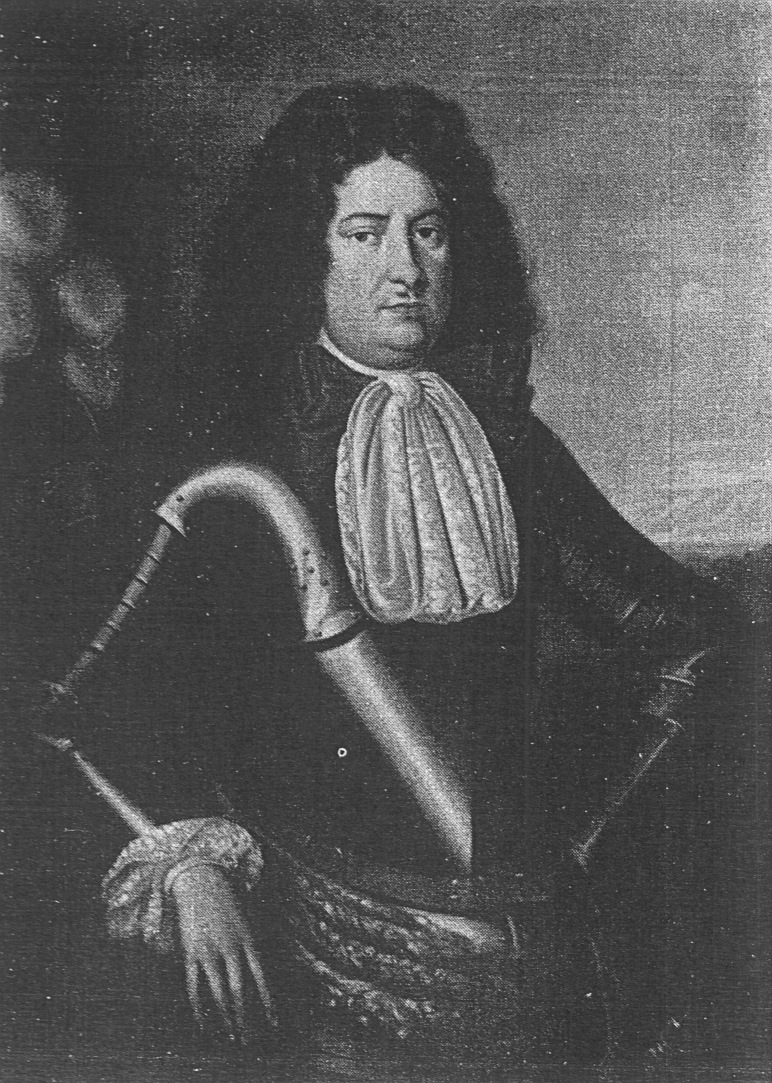
Wilhelm von Brandt (1644–1701)

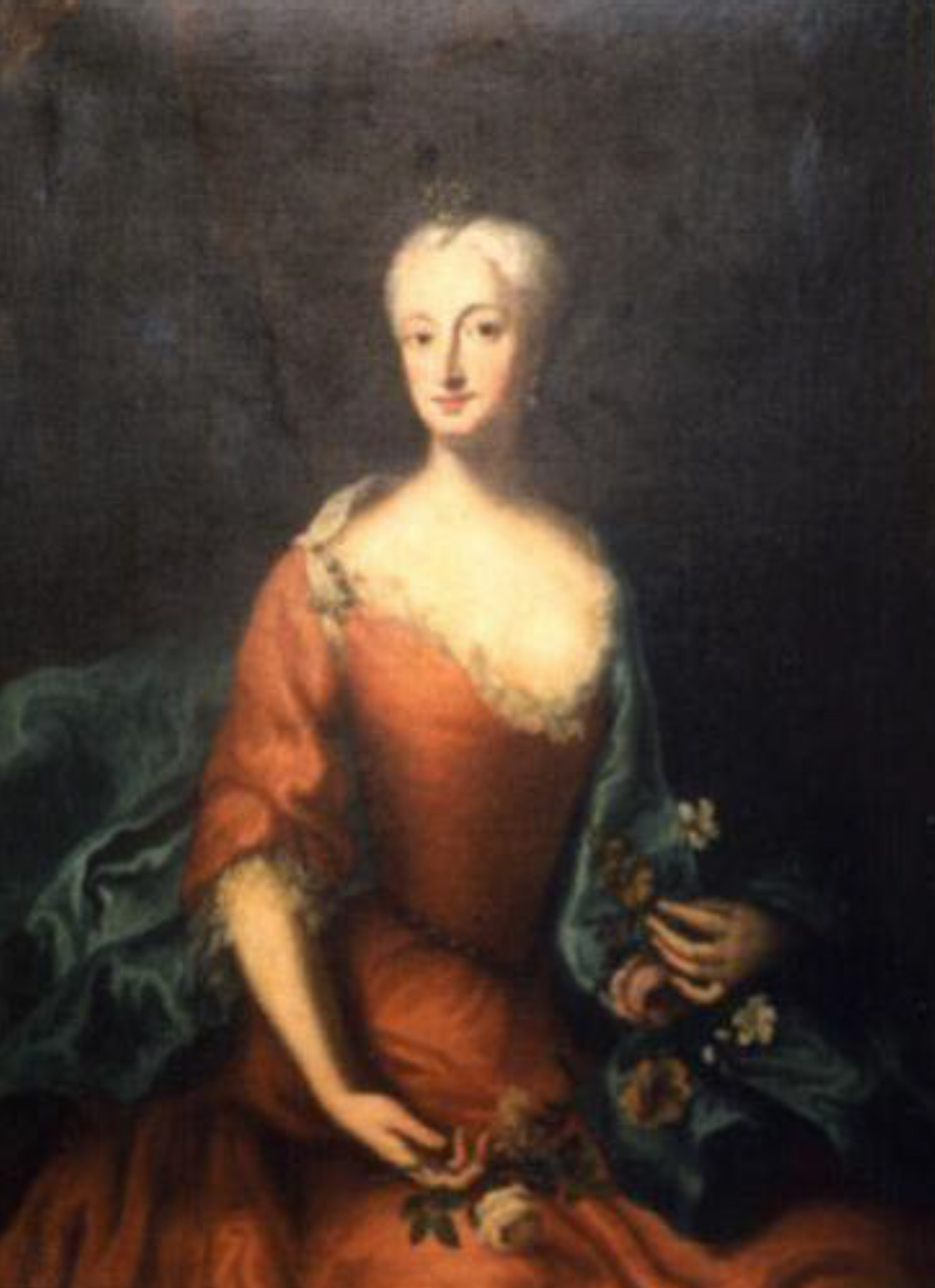
Sophie Caroline von Camas, geb. v. Brandt (1686–1766)

1. Friedrich von Brandt, Rittergutsbesitzer, ⚭ Lucia von der Marwitz
  1. Christian von Brandt († Mai 1663), kurbrandenburgischer Geheimrat, neumärkischer Kanzler und Direktor der neumärkischen Amtskammer, Erbherr auf Hermsdorf und Wutzig, ⚭ Gertrud von Rühlicke aus dem Hause Gralow, Tochter des Wolf von Rühlicke auf Gralow und der Dorothea von Steinwehr
    1. Christoph von Brandt (1630–1691), brandenburgischer Diplomat und Staatsmann
    2. Ludwig von Brandt (1640–1711), Geheimer Rat und Kanzler der Neumark
    3. Eusebius von Brandt (1642–1706), Präsident des Oberappellationsgerichts, sowie Hofmeister der preußischen Königinnen Elisabeth und Sophia Charlotte, ⚭ 1681 Augusta Elisabeth von Canitz (1659–1722), Tochter des Melchior Friedrich Freiherr von Canitz († 1685)
    4. Wilhelm von Brandt (1644–1701), kurbrandenburgisch-preußischer Generalleutnant, Gouverneur zu Küstrin und Wirklicher Geheimer Kriegsrat, ⚭I 1669 Charlotte von Brandt (1655–1675); ⚭II 1681 Luise von Borstell (1654–1727)
      1. Christoph Wilhelm von Brandt (1684–1741), Oberhofmarschall der preußischen Königin Sophie Dorothea
      2. Sophie Karoline von Brandt (1686–1766), Oberhofmeisterin der Königin Elisabeth Christine von Preußen, 1742 preußischer Grafenstand, ⚭ Paul Heinrich Tilio de Camas (1688–1741), preußischer Oberst, Chef des Infanterie-Regiments Nr. 37

    5. Friedrich von Brandt, Geheimer Rat und Gesandter
    6. Paul von Brandt (1650–1697) war kurbrandenburgisch-preußischer Generalmajor, ⚭ 1679 Henriette Katharina von Somnitz aus dem Hause Grumsdorf (1657–1712), Tochter des Lorenz Christoph von Somnitz
      1. Christian von Brandt (1684–1749) preußischer Wirklicher Geheimer Rat und Staatsminister, Chef des geistlichen Departements, 1. Präsident des Konsistoriums der Kurmark und Oberkurator der Universitäten und Schulen, ⚭ Luise Wilhelmine von der Groeben (1699–1782)
        1. Helene von Brandt (1718–1770), ⚭ 1743 Heinrich Adrian Graf von Borcke (1715–1788), preußischer General der Kavallerie
        2. Christian Ludwig von Brandt (1728–1786), ⚭ Auguste Dorothea Sophie von Braunschweig; Stallmeister des Prinzen von Preußen,[14] Herr auf Hermsdorf, Wutzig und Lauchstädt
          1. Ludwig Ernst von Brandt (1767–1823 tot), Hauptmann, Herr auf Lauchstädt, ⚭ Karoline von Sack
            1. Adolf von Brandt (1803–1878), Herr auf Lauchstädt und Hermsdorf, Mitglied des Preußischen Herrenhauses, Kammerherr, ⚭ Antonie von Kameke
              1. Paul von Brandt (1831–1904), Herr auf Lauchstädt und Hermsdorf, Mitglied des Preußischen Herrenhauses, ⚭ Emma von Rössing
                1. Adolf von Brandt (1876–1945), Herr auf Lauchstädt und Dolgen, ⚭ Erika von Waldow (1885–1945)
                  1. Ingo von Brandt (1908–1979), Herr auf Lauchstädt und Dolgen ⚭ 1937 Irene von Buttlar (1911)
                  2. Heinz-Adolf von Brandt (1910–1977), Herr auf Wutzig und Hermsdorf ⚭ 1936 Irmgard von Tabouillot genannt von Scheibler (1911)
                  3. Helga von Brandt (1911–1967) ⚭ Boto von Oldenburg-Beisleiden (1911–1941)
                  4. Wilfried von Brandt (1913), Dr. med. ⚭ 1953 Else-Marie von Massow-Loist (1922)
                  5. Astrid von Brandt (1918–1988), ⚭ I 1937 Ernst-Albrecht Graf von Brockdorff-Ahlefeldt (1913–1943), ⚭ II 1946 Wichard von Alvensleben-Wittenmoor

              2. Ernst von Brandt (1840–1915), Herr auf Althof, ⚭ I Luise Zanker; ⚭ II Friederike Schleh
              3. Eusebius von Brandt (1840–1905), Herr auf Wutzig, ⚭ Gabriele Freiin von Lentz (1852–1941)
                1. Georg von Brandt (1876–1911), Herr auf Wutzig, Hermsdorf mit Hasselbusch und Herzfelde ⚭ Sittah Freiin von Carnap (1889–1980)
                  1. Georgine von Brandt (1911), auf Hasselbusch mit Herzfelde ⚭ Krafft von Kunow (1910–1977)

        3. Christoph Ernst von Brandt (1738–1792), Erbherr auf Lipke, Canonicus

      2. Anna Charlotte von Brandt (1691–1752), ⚭ II Melchior von Brummsee († 1712), preußischer Oberst; ⚭ II Egidius Ehrentreich von Sydow, preußischer General der Infanterie
      3. Ernst Ludwig von Brandt († nach 1684), Erbherr auf Ehrenberg

Weitere
- Johann Friedrich von Brandt (1723–1779), livländischer Landrat